# 카웃스웨 톳
카웃스웨 톳(버마어: ခေါက်ဆွဲသုပ်)은 밀국수를 주재료로 하는 아톳(미얀마식 샐러드)이다. 버마어 "카웃스웨(ခေါက်ဆွဲ)"는 "국수"를 뜻한다.

## 종류
- 샨 카웃스웨 톳

## 같이 보기
- 난지 톳
- 라페 톳
- 시젯 카웃스웨
- 틴보디 톳